# Rothbach (Aumühlbach)
Der Rothbach ist ein ganzjähriges Fließgewässer 3. Ordnung im Gemeindegebiet von Egling im oberbayerischen Landkreis Bad Tölz-Wolfratshausen.
Der Rothbach entspringt 100 m westlich von Hornstein in dem Waldgebiet Mihlleithen auf einer Höhe von 615 m ü. NN. Er fließt über 500 m nach Osten und erreicht auf einer Höhe von 561 m ü. NN den Weiler Aumühle. Hier knickt der Verlauf nach Süden hin ab, um sich nach 150 m mit dem Aumühlbach zu vereinigen. Von dort ab ändert sich der Fliessverlauf wieder nach Osten hin, um nach weiteren 220 m zusammen mit dem Dreibrunnenbach, als rechter Zufluss in die Isar zu münden.
Das Mündungsgebiet befindet sich in der Pupplinger Au ein Landschaftsschutzgebiet in den Isarauen.
Der natürliche Abfluss des Rothbaches verlief ursprünglich weiter nördlich an der Aumühle vorbei, direkt zur Isar als Vorfluter hin. Erst im 1. Viertel des 18. Jahrhunderts wurde er mit dem kerzengeraden 150 m langen Leitgraben nach Norden dem Aumühlbach zu dessen Niedrigwasseraufhöhung zugeleitet. Im bayerischen Urkataster von 1808 ist noch der frühere Verlauf zu erkennen.